# Prince of Persia (1989)
Prince of Persia is een platformspel dat door Brøderbund in 1989 werd uitgebracht. Oorspronkelijk was het computerspel enkel beschikbaar voor de Apple II, maar het werd later ook beschikbaar voor andere platforms. De ontwerper was Jordan Mechner.

## Verhaal
Het verhaal van het spel gaat over een oosterse prinses die door de boze tovenaar Jaffar wordt gedwongen om met hem te trouwen. Ze krijgt een uur de tijd om te beslissen of ze trouwt of wil sterven. Ze hoopt op haar geliefde om haar te redden. Hij is echter door Jaffar in de kerkers van het paleis gevangengezet, maar weet te ontsnappen. Hij heeft een uur de tijd om door de kerkers en het paleis de prinses te bereiken.

## Ontwikkeling
Het spel maakte een grote stap voorwaarts in de kwaliteit van animatie (door het gebruik van rotoscopie) en ook de manier van vechten was bijzonder: in plaats van met projectielen moest er met een zwaard gevochten worden.
Al snel werd het spel ook uitgebracht op andere platforms, waaronder Amiga, Apple Macintosh, DOS en verschillende spelcomputers.

## Trivia
- Het spel is opgenomen in het boek 1001 Video Games You Must Play Before You Die van Tony Mott.